# Эскимосская петля
Эскимо́сская петля́ (англ. Eskimo Bowstring Loop Knot — «эскимосский петлевой узел тетивы лука») — незатягивающийся узел на конце верёвки, который представляет собой петлю со стопорящим её полуштыком. Узел описан в энциклопедии Дидро́ в 1762 году. Эскимосский петлевой узел тетивы лука известен по этнологическому рапорту 1892 года. Не следует путать с эскимосским булинем. Узел — надёжен. Применяли для прикрепления тетивы к луку. Обладает немаловажным для этой цели свойством — её размер можно изменять после того, как узел уже завязан. При натяжении коренного конца петля остаётся неподвижной. Узел применяют рыболовы-удильщики.

## Применение
На охоте
- Узел применяют охотники для крепления тетивы к луку[13]

На рыбалке
- Применяют рыболовы-удильщики для крепления рыболовного крючка к леске[12][14]

В ткацком деле
- Для установки ткацкого станка[15][16]